# کریس نوت
کریس نوت (انگلیسی: Chris Noth؛ زادهٔ ۱۳ نوامبر ۱۹۵۴) بازیگر اهل ایالات متحده آمریکا است. وی از سال ۱۹۸۱ میلادی تاکنون مشغول فعالیت بوده‌است.
از فیلم‌هایی که وی در آن نقش داشته است، می‌توان به مشکل دوچندان، نظم و قانون: قصد جنایی ، دورافتاده، سکس و شهر ۲، لاولیس، من یکی و تنها، برهنه در نیویورک، مزمن شهری، بدون ضرب‌وشتم و اعتراف اشاره کرد.